# 2011년~2013년 수단 시위
2011년 수단 반정부 시위는 아프리카의 수단에서 일어난 시위로, 아랍의 봄 시위의 일부다.

## 배경
튀니지 혁명에서 촉발된 중동 및 북아프리카의 시위의 여파로 수단에서도 반정부 시위가 시작되었다. 또한 2011년 1월에 열린 국민 투표를 통해 남수단이 수단에서 분리되어 독립하게 되자 혁명의 물결은 더 거세어졌다.

## 시위
2011년 1월 30일, 수단의 수도 하르툼과 알우이드에서 시위가 열렸다. 하르툼에서는 시내와 적어도 두 곳의 대학교에서 경찰과 시위대가 충돌하였다. 시위대는 튀니지 등에서 큰 힘을 발휘하던 소셜 네트워크 사이트를 개설하며 자신들의 선전 수단으로 활용하기 시작했다. 알와칸 신문의 편집자 후세인 코갈리는 자신의 딸이 시위대의 페이스북 계정을 만들었다가 체포당했고, 시위대의 지도자인 무바라크 파딜의 두 아들이 시위의 주동자로 체포당했다고 밝혔다. 친정부 성향의 신문들은 시위가 수단을 혼란 속에 빠뜨리고 있다고 경고하였다. 일부 시위자들은 대통령 오마르 알바시르의 사퇴를 요구하기도 했고 또한 열 두명 정도의 시위대가 체포되었다고 밝혔다. 국민 투표 결과 99%의 찬성률로 남수단이 독립하는 것으로 밝혀지자 시위는 더욱 거세어졌다. 급기야 경찰과의 충돌 과정에서 부상당한 한 학생이 병원에서 치료를 받다 사망하기도 했다. 학생 시위대는 경찰들에게 돌을 던지며 "물가 상승 반대, 부패 근절"과 "튀니지, 이집트, 수단은 함께"라는 구호를 외쳤고, 경찰은 5명을 체포하며 시위를 진압하였다.
알우이드에서는 500명이 넘는 사람들이 광장에 모여 "정부를 규탄하며 변화를 원한다"라는 구호를 외치며 시위를 하자 경찰은 최루탄을 쏘아 시위대를 해산시켰다.
2월 1일에는 하르툼의 알레엘라인 대학교에서 200명의 학생이 시위를 벌이자 곧 경찰이 진압하였다.
이어서 3월 21일에 계획되었던 시위는 시작하자마자 경찰에게 진압당해 무산되었다.

## 체포
1월 17일, 수단 경찰은 대중의회당(Popular Congress Party)의 지도자인 하산 알 투라비와 9명의 당 의원들을 체포했다.

## 같이 보기
- 수단 민족 갈등
- 다르푸르 분쟁